# Johanna Bash-Liechti
Johanna Bash-Liechti (* 19. November 1907 in Röthenbach; † 18. Dezember 1980; heimatberechtigt in Signau) war eine Schweizer Chemikerin, Medizinerin und Psychiaterin.

## Leben
Johanna Liechti besuchte die Primar- und Sekundarschule und das städtische Gymnasium in Bern und absolvierte 1926 die Matura. Die folgenden zweieinhalb Jahre verbrachte sie aus gesundheitlichen Gründen teils in Höhenkurorten. Ab Frühling 1929 studierte sie (mit weiteren Unterbrechungen aus Gesundheitsgründen) Chemie an der Universität Bern. Sie promovierte im Frühling 1936 mit der Arbeit Untersuchungen zur Konstitution des Lycopodiumsporonins. Anschliessend arbeitete sie fast ein Jahr bei Rudolf Signer über Methylcellulose; eine Arbeit wurde 1937 publiziert. Von Frühling 1937 bis Herbst 1938 war sie chemische Assistentin im klinisch-chemischen Laboratorium der Heilanstalt Burghölzli. Ab  Herbst 1938 studierte sie Medizin an der Universität Zürich und schloss im Frühling 1944 mit dem Staatsexamen ab. Ab Herbst 1942 arbeitete sie am physiologisch-chemischen Institut der Universität Zürich bei Bonifaz Flaschenträger an ihrer Dissertation Physiologisch-chemische Methoden zur Blutuntersuchung und ihre Anwendung in den Schweizer Kliniken, die sie nach Unterbrüchen im Juli 1945 abschloss.
Bereits 1942 hatte sie den Psychiater Kenower W. Bash (1913–1986) geheiratet. Als dritte Oberärztin leitete sie von 1948 bis 1964 die Psychiatrische Poliklinik Winterthur.
Ihr Mann war Berater der Weltgesundheitsorganisation in Schwellenländern. Deshalb lebte er ab 1958 monatelang in Ägypten und ab 1960 im Iran. Er betrachtete die Zeit im Iran, aus dem er 1964 nach Bern zurückkehrte, als seine glücklichste, und beide hielten auch weiterhin viele Verbindungen in das Land aufrecht. Johanna Bash-Liechti forschte über die sozialen Implikationen der Psychiatrie im Iran, worüber sie zusammen mit ihrem Mann die Arbeit Developing Psychiatry: Epidemiological and Social Studies in Iran 1963–1976 veröffentlichte. Er nannte sie seine «beste, aber am schlechtesten bezahlte» («best but worst-paid») Mitarbeiterin.
An der Volkshochschule Bern gab sie bis 1967 den Kurs «Grundbegriffe der medizinischen Psychologie und Psychopathologie»; ab 1968 leitete sie an derselben Institution den dreijährigen (acht Trimester dauernden) Lehrgang «Psychiatrie».
Sie starb plötzlich im Dezember 1980. Nach ihr ist der persische Rosengarten («Golestan») in Wassenaar benannt, den ihr Mann dem dortigen Netherlands Institute for Advanced Study (NIAS) zu ihren Ehren stiftete.

## Schriften
- H. Liechti: Zweite Krankheit bei perniciöser Anämie. In: Schweizerische Medizinische Wochenschrift. Jg. 69 (1939), Nr. 8.
- Johanna Liechti: Untersuchungen zur Konstitution des Lycopodiumsporonins. Dissertation, Universität Bern, 1941.
- Johanna Bash-Liechti: Physiologisch-chemische Methoden zur Blutuntersuchung und ihre Anwendung in den Schweizer Kliniken. E. & A. Kreutler, Zürich 1947 (Dissertation, Universität Zürich, 1947).
- Michael Fordham: Vom Seelenleben des Kinde. Übersetzt von H. Bash-Liechti. Rascher, Zürich 1948.
- (mit Kenower W. Bash) Developing Psychiatry: Epidemiological and Social Studies in Iran 1963–1976. Springer, Berlin 1987, ISBN 3-540-17058-8, ISBN 0-387-17058-8, doi:10.1007/978-3-642-82915-4.